# صموئيل أغبا
صموئيل أغبا (بالإنجليزية: Samuel Agba)‏ هو لاعب كرة قدم نيجيري في مركز الوسط، ولد في 12 يونيو 1986 في آبا في نيجيريا. لعب مع إف سي هيلسينجور ونادي إيسبيرغ.